# Merdigera
Genre
Merdigera est un genre de mollusques gastéropodes terrestres de taille moyenne de la famille des Enidae, présents en Europe, en Afrique du Nord-Ouest, et vers l'Est jusqu'en Asie centrale. 

## Systématique
Ce genre a été créé en 1838 par le malacologiste allemand Friedrich Held (d) (1812-1872) pour séparer le genre global Helix. L'espèce type est Merdigera obscura, auparavant nommée Helix obscura. 
Certains auteurs estiment que la différence entre les genres Ena et Merdigera ne se justifient pas, et qu'ils devraient être fusionnés. Toutefois, les Merdigera sont actuellement (2021) classés dans la tribu des Multidentini, alors qu'Ena est dans celle des Enini.

## Étymologie
Le nom est tiré du latin, par combinaison de merda, « excrément », et de gerere, « porter sur soi ». Cette étymologie découle de l'observation que ces escargots recouvrent fréquemment leur coquille de terre et de débris, collés par du mucus, pour servir de camouflage. 

## Liste d'espèces
Selon World Register of Marine Species (7 juin 2022) :
- Merdigera invisa Kijashko 2006, une espèce du Nord-Ouest du Caucase[5]
- Merdigera obscura (O. F. Müller 1774), le Bulime osbscur, ou Bulime boueux, présent dans toute l'Europe et jusqu'en Asie centrale.

## Publication originale
- (de) Friedrich Held, « Notizen über die Weichthiere Bayerns », Isis, Iéna, Expedition der Isis, vol. 30, no 12,‎ 1838, p. 901-919 (ISSN 2568-0013, lire en ligne).